# Monteverdi High Speed
Monteverdi High Speed - серія розкішних автомобілів, виготовлених Monteverdi між 1967 і 1976 роками. Автомобіль збирали в Базелі, Швейцарія. Серед його суперників був Jensen Interceptor (1966), кузов якого є результатом співпраці між італійськими Carrozzeria Touring і Carrozzeria Vignale. Він також був оснащений двигуном Chrysler V8.

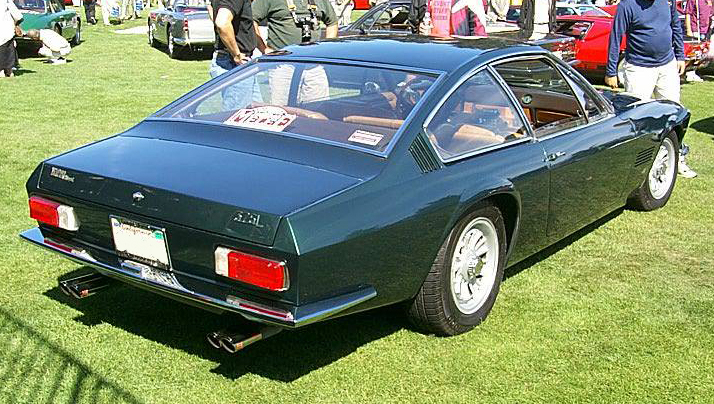
Monteverdi High Speed 375L

Між 1967 і 1976 роками Monteverdi представив різноманітні варіанти моделей серії High Speed . Усі ці моделі були позначені заводом як High Speed 375 (позначає потужність двигуна в SAE брутто); вони мали суфікси, що ідентифікували купе зі стандартною колісною базою, короткі купе, кабріолети та седани.

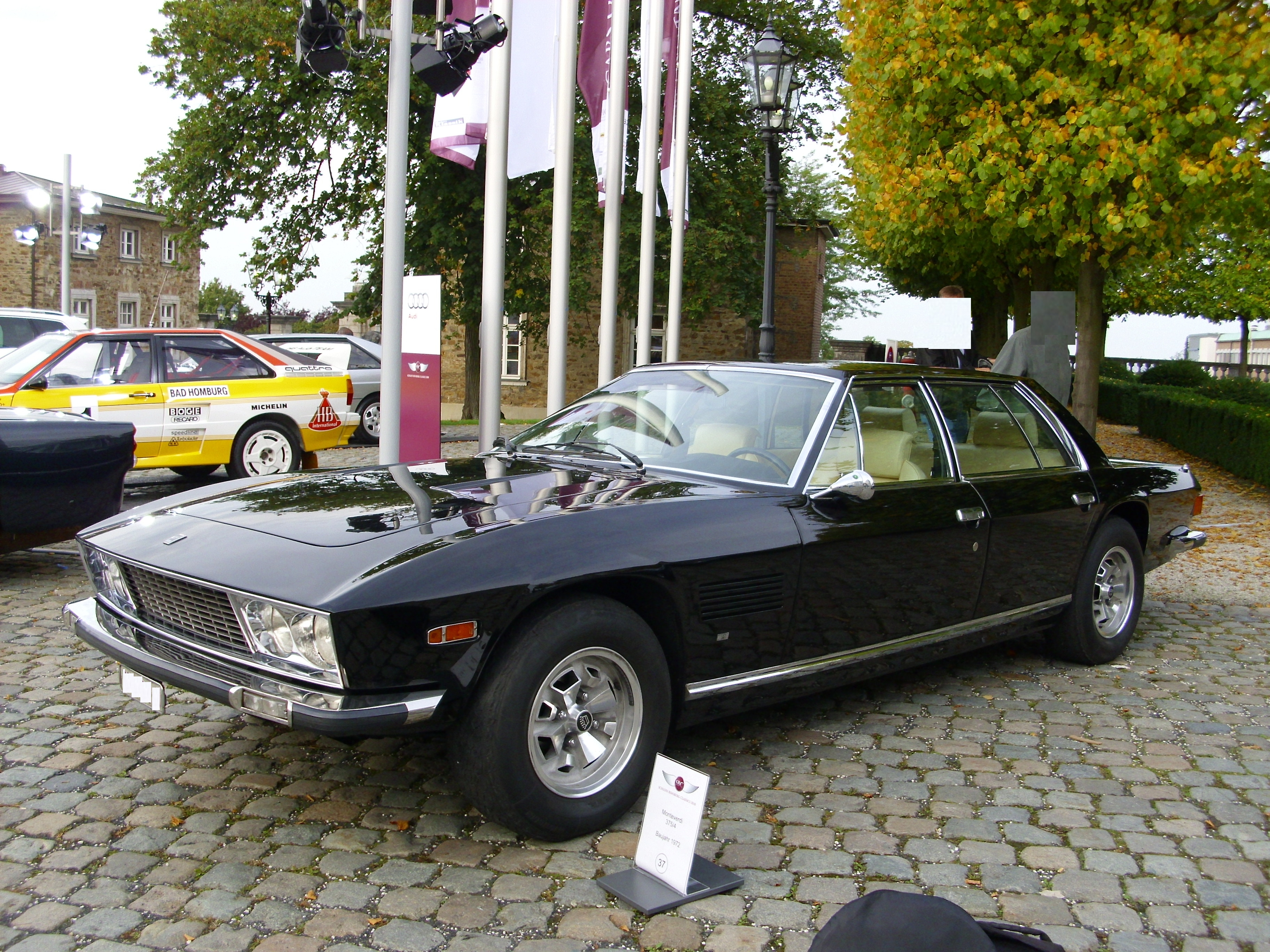
Monteverdi High Speed 375/4

Загалом можна виділити дві серії. Перша серія, що випускалася з 1967 по 1968 рік, включала кілька купе, розроблених і виготовлених П’єтро Фруа в Турині. Друга, набагато більш численна серія дебютувала влітку 1968 року і закінчилася в 1976 році. Це транспортні засоби, які були в основному (але не виключно) побудовані в Carrozzeria Fissore в Савільяно. Перші транспортні засоби, створені Carrozzeria Fissore, все ще використовували дизайн Фруа; з 1969 року з'явився новий кузов, розроблений Фіссором, з якого були розроблені різні похідні.

## Двигуни
- Chrysler 7.2 L Magnum 440 V8
- Chrysler 7.0 L 426 Hemi V8